# JsMath
jsMath — JavaScript библиотека предназначенная для отображения в  браузерах кросс-платформенным способом математических формул, набранных в формате TeX. jsMath — бесплатное программное обеспечение, выпущенное в соответствии с Лицензией Apache.

## Использование

### Подключение библиотеки
Для использования нужно подгрузить библиотеку:
```
<script src="путь/к/библиотеке/easy/load.js"></script>
```

или
```
<script src="путь/к/библиотеке/jsMath.js"></script>
```

а формулы, по умолчанию можно писать прямо как в Tex или LaTeX:
```
\[
\!i\hbar\frac{\partial}{\partial t}\psi=-\frac{\hbar^2}{2m}\nabla^2\psi+V\psi
\]
```

Библиотека сама найдёт их и обработает.
Результатом будет формула в таком виде, в каком мы привыкли видеть её в TeX:
{\displaystyle i\hbar {\frac {\partial }{\partial t}}\psi =-{\frac {\hbar ^{2}}{2m}}\nabla ^{2}\psi +V\psi }
При желании, маркеры начала и конца формулы можно настроить с помощью специальной функции.
Для качественного отображения формул библиотека предлагает пользователю установку специальных шрифтов. Подключаются они следующим образом:
```
<script src="путь/к/библиотеке/plugins/noImageFonts.js"></script>
```

Так же, при использовании данной библиотеки на странице в нижнем правом углу окна браузера появляется контрольная панель её настроек.

### Применение
В основном, библиотека предназначена для обработки страницы сразу после её загрузки, однако её функции доступны и работают и в случае с динамическими страницами.
Так же доступны механизмы дополнительной стилизации преобразованных формул, хотя библиотека не поддерживает большинство стандартных команд форматирования TeX.

## Расширяемость
Комплектация библиотеки включает в себя множество расширений и плагинов, а также разработчики могут написать свои.

### Стандартные плагины
- tex2math
- autoload
- mimeTeX
- smallFonts
- noImageFonts
- global и noGlobal
- noCache
- CHMmode
- spriteImageFonts

### Стандартные расширения
- AMSmath
- AMSsymbols
- eqn-number
- autobold
- boldsymbol
- moreArrows
- verb

### Подключение плагина
Для того, чтобы подключить плагин, например, tex2math, достаточно после подключения библиотеки написать:
```
<script> jsMath.Setup.Script("plugins/tex2math.js"); </script>
```

И после этого в объекте jsMath станут доступны функции, добавляемые туда плагином.